# 멕시코-코스타리카 관계
멕시코와 코스타리카는 1838년에 외교 관계를 수립하였다. 양국은 카리브 국가 연합, 라틴아메리카·카리브 국가 공동체, 아메리카 국가 기구, 이베로아메리카 국가 기구 그리고 유엔의 회원국이다.

## 역사
멕시코와 코스타리카는 중부 멕시코와 코스타리카 북서부의 과나카스테주에 거주하는 나와족과 오토망게어족 민족으로부터 비롯된 공통의 문화적 역사를 공유하는 두 라틴아메리카 국가이다. 또한 두 국가는 모두 스페인 제국의 식민 지배를 받았다는 역사적 공통점도 가지고 있다. 스페인 식민지 시기 동안, 코스타리카는 멕시코시티에 위치한 누에바에스파냐 부왕령의 행정 관할 하에 있었다.
1821년, 멕시코가 스페인으로부터 독립하였고 코스타리카는 멕시코 제1제국에 편입되었다. 1823년, 제국이 해체되면서 코스타리카는 엘살바도르, 과테말라, 온두라스, 니카라과와 함께 중앙아메리카 연합주에 가입하였다. 1831년, 멕시코는 중앙아메리카 연합주와 외교 관계를 수립하였으나, 1838년 이 연합이 해체되었고 코스타리카는 독립 국가가 되었다. 같은 해, 코스타리카와 멕시코는 외교 관계를 수립하였다.
1948년 3월, 코스타리카에서는 내전이 발발하였다. 전쟁 중 칠레, 멕시코, 파나마, 미국의 대사들은 산호세에 위치한 멕시코 대사관에서 회동하여, 내전의 양측 교전 세력 간 평화적 해결을 위한 중재에 합의하였다. 이 합의는 멕시코 대사관 협정(스페인어: Pacto de la embajada de México)으로 알려져 있다. 전쟁은 1948년 4월에 종료되었고, 코스타리카는 '제2공화국' 시대에 들어섰다.
1960년대는 양국 모두에게 중요한 시기였다. 양국 대통령이 서로의 국가를 공식 방문하면서 외교 관계가 더욱 심화되었기 때문이다. 1966년, 멕시코의 구스타보 디아스 오르다스 대통령이 코스타리카를 방문하였으며, 이듬해인 1967년에는 코스타리카의 호세 호아킨 트레호스 페르난데스 대통령이 멕시코를 방문하였다. 이후에도 양국 정상 간의 상호 방문은 계속 이어졌다.
엘살바도르, 과테말라, 니카라과 등 인접한 중앙아메리카 국가들에서 내전이 벌어지는 동안, 코스타리카와 멕시코는 각국의 교전 세력 간의 평화와 안정을 도모하기 위해 중재 대화를 주도하였다. 멕시코는 콜롬비아, 파나마, 베네수엘라와 함께 콘타도라 그룹을 결성하였으며, 이는 코스타리카의 오스카르 아리아스 대통령이 주도한 에스키풀라스 평화 협정의 기반을 마련하는 데 기여하였다.
2021년, 코스타리카의 카를로스 알바라도 대통령은 멕시코를 방문하여 멕시코의 안드레스 마누엘 로페스 오브라도르 대통령과 회담을 가졌다.

## 양자 협정
양국은 전신 교환에 관한 협정 (1931년), 관광 협력에 관한 협정 (1980년), 마약 밀매 및 약물 의존 퇴치를 위한 협력 협정 (1989년), 항공 운송에 관한 협정(1991년), 교육 및 문화 협력에 관한 협정 (1995년), 형사 판결 집행 조약 (1999년), 도난 차량 및 항공기 또는 불법 처분된 물품의 회수 및 반환에 관한 조약(2000년), 전략적 동반자 관계에 관한 협정 (2009년), 조세 정보 교환 협정 (2011년), 범죄인 인도 조약 (2011년), 국제 형사 사법 공조 조약 (2012년), 개발 협력에 관한 협정 (2013년), 소득세에 관한 이중과세 방지 및 조세 회피 방지 협정 (2014년) 등 다양한 분야에 걸쳐 여러 양자 협정을 체결하였다.